# إبراهيم حلمي (مخرج)
إبراهيم حلمي مخرج وكاتب سيناريو مصري، من مواليد عام 1911. عمل في بداية حياته مساعد مخرج مع المخرج عز الدين ذو الفقار، ومحمود ذو الفقار، وقد مثل أيضا في بعض الأعمال الفنية مثل فيلم «تحيا الستات» للمخرج توجو مزراحي عام 1943. وبعد أن عمل مخرجاً لبعض الأفلام عاد ليعمل مساعد مخرج في أواخر حياته حيث عمل في عام 1958 مساعداً للمخرج عز الدين ذو الفقار في فيلم «شارع الحب»، وعام 1959 مساعداً للمخرج عاطف سالم في فيلم «إحنا التلامذة».

## حصيلة أعماله السينمائية
كانت حصيلة أعماله السينمائية الفترة من 1939 وحتى 1979 خمسة وثلاثين عملاً: تصوير فيلم واحد، تأليف فيلمين، تمثيل فيلمين، وإخراج ومساعدة إخراج في 30 فيلماً.

## قائمة أفلام قام بإخراجها منفرداً
- فيلم «ابن الشرق» عام 1947 (إنتاج مصري عراقي مشترك)[8]
- فيلم «أبو حلموس» عام 1947، بطولة نجيب الريحاني وزوزو شكيب.[9]
- فيلم «اسير العيون» عام 1949، بطولة محمد الكحلاوي وليلى فوزي.[10]
- فيلم «عشرة بلدى» عام 1952، بطولة محمد أمين وهدى شمس الدين.[11]
- فيلم «كيلو 99» عام 1955، بطولة إسماعيل ياسين وماري منيب.[12]

## وصلات خارجية
- إبراهيم حلمي على موقع الدهليز
- إبراهيم حلمي على موقع قاعدة بيانات الأفلام العربية

- https://dhliz.com/artist/V8M8XC-sU_0/ إبراهيم حلمي (مخرج)
- https://karohat.com/Person/5b6c69f3-a71c-465c-93d2-56b8d2a1eddb إبراهيم حلمي (مخرج)